# Nuoto ai Giochi della XXIV Olimpiade - 400 metri misti maschili

## Record
Prima di questa competizione, il record del mondo (WR) e il record olimpico (OR) erano i seguenti.
|  | 4'15"42 | Tamás Darnyi Ungheria | 19 agosto 1987 Strasburgo, Francia      |
|  | 4'17"41 | Alex Baumann Canada   | 30 luglio 1984 Los Angeles, Stati Uniti |

Durante l'evento sono stato migliorati sia il record olimpico che quello mondiale:
| Data         | Evento     | Atleta       | Nazione  | Tempo   | Record |
| ------------ | ---------- | ------------ | -------- | ------- | ------ |
| 20 settembre | Batteria 5 | Tamás Darnyi | Ungheria | 4'16"55 |        |
| 21 settembre | Finale A   | Tamás Darnyi | Ungheria | 4'14"75 |        |

## Batterie
Si sono svolte 5 batterie di qualificazione. I primi 8 atleti si sono qualificati per la finale A (Q), i successivi 8 hanno invece disputato la finale B (q).
| #  | Batteria | Atleta                   | Nazionalità      | Tempo   | Note |
| -- | -------- | ------------------------ | ---------------- | ------- | ---- |
| 1  | 5        | Tamás Darnyi             | Ungheria         | 4'16"55 | Q    |
| 2  | 3        | Patrick Kühl             | Germania Est     | 4'18"60 | Q    |
| 3  | 5        | Stefano Battistelli      | Italia           | 4'20"43 | Q    |
| 4  | 4        | David Wharton            | Stati Uniti      | 4'20"84 | Q    |
| 5  | 4        | József Szabó             | Ungheria         | 4'20"85 | Q    |
| 6  | 4        | Jens-Peter Berndt        | Germania Ovest   | 4'20"93 | Q    |
| 7  | 5        | Peter Bermel             | Germania Ovest   | 4'22"78 | Q    |
| 8  | 5        | Luca Sacchi              | Italia           | 4'23"37 | Q    |
| 9  | 3        | Christophe Bordeau       | Francia          | 4'23"46 | q    |
| 10 | 3        | Jeff Kostoff             | Stati Uniti      | 4'24"10 | q    |
| 11 | 5        | Jon Kelly                | Canada           | 4'24"62 | q    |
| 12 | 3        | Robert Bruce             | Australia        | 4'25"15 | q    |
| 13 | 3        | Mikhail Zubkov           | Unione Sovietica | 4'25"30 | q    |
| 14 | 5        | Rob Woodhouse            | Australia        | 4'25"60 | q    |
| 15 | 5        | Charalambos Papanikolaou | Grecia           | 4'26"72 | q    |
| 16 | 4        | Paul Brew                | Gran Bretagna    | 4'27"22 | q    |
| 17 | 4        | Yoshiyuki Mizumoto       | Giappone         | 4'28"11 |      |
| 18 | 3        | Laurent Journet          | Francia          | 4'29"03 |      |
| 19 | 2        | Ondřej Bureš             | Cecoslovacchia   | 4'29"62 |      |
| 20 | 3        | Salvador Vassallo        | Porto Rico       | 4'30"37 |      |
| 21 | 2        | Javier Careaga           | Messico          | 4'30"71 |      |
| 22 | 2        | Rui Borges               | Portogallo       | 4'30"79 |      |
| 23 | 5        | Michael Meldrum          | Canada           | 4'31"74 |      |
| 24 | 2        | Renato Ramalho           | Brasile          | 4'31"95 |      |
| 25 | 3        | Takahiro Fujimoto        | Giappone         | 4'33"03 |      |
| 26 | 2        | Diogo Madeira            | Portogallo       | 4'35"00 |      |
| 27 | 4        | Martín López-Zubero      | Spagna           | 4'35"68 |      |
| 28 | 2        | Lee Jae-soo              | Corea del Sud    | 4'40"46 |      |
| 29 | 1        | Jonathan Sakovich        | Guam             | 4'44"78 |      |
| 30 | 2        | René Concepcion          | Filippine        | 4'48"00 |      |
| 31 | 1        | Sultan Al-Otaibi         | Kuwait           | 4'50"16 |      |
| 32 | 1        | Julian Bolling           | Sri Lanka        | 4'53"61 |      |
| -  | 2        | Desmond Koh              | Singapore        | SQ      |      |
| -  | 4        | John Davey               | Gran Bretagna    | SQ      |      |
| -  | 4        | Jan Bidrman              | Svezia           | DNS     |      |

## Finale B
| Posizione | Atleta                   | Paese            | Tempo   | Note |
| --------- | ------------------------ | ---------------- | ------- | ---- |
| 1         | Jeff Kostoff             | Stati Uniti      | 4'22"95 |      |
| 2         | Christophe Bordeau       | Francia          | 4'23"39 |      |
| 3         | Robert Bruce             | Australia        | 4'24"33 |      |
| 4         | Jon Kelly                | Canada           | 4'25"02 |      |
| 5         | Mikhail Zubkov           | Unione Sovietica | 4'25"44 |      |
| 6         | Rob Woodhouse            | Australia        | 4'26"14 |      |
| 7         | Paul Brew                | Gran Bretagna    | 4'26"77 |      |
| 8         | Charalambos Papanikolaou | Grecia           | 4'27"95 |      |

## Finale A
| Posizione | Atleta              | Paese          | Tempo   | Note |
| --------- | ------------------- | -------------- | ------- | ---- |
| Oro       | Tamás Darnyi        | Ungheria       | 4'14"75 |      |
| Argento   | David Whartonl      | Stati Uniti    | 4'17"36 |      |
| Bronzo    | Stefano Battistelli | Italia         | 4'18"01 |      |
| 4         | József Szabó        | Ungheria       | 4'18"15 |      |
| 5         | Patrick Kühl        | Germania Est   | 4'18"44 |      |
| 6         | Jens-Peter Berndt   | Germania Ovest | 4'21"71 |      |
| 7         | Luca Sacchi         | Italia         | 4'23"23 |      |
| 8         | Peter Bermel        | Germania Ovest | 4'24"02 |      |